# تپه قلات بوزان
تپه قلات بوزان مربوط به کالکولتیک (مس‌سنگی) - هزاره اول (پیش از میلاد) است و در شهرستان پیرانشهر، بخش مرکزی، دهستان لاهیجان، روستای قبه واقع شده است. این اثر در تاریخ ۳۰ دی ۱۳۸۵ با شمارهٔ ثبت ۱۶۸۸۵ به عنوان یکی از آثار ملی ایران به ثبت رسیده است.